# Gartenbach (Schmida)
Der Gartenbach ist ein rechter Zufluss zur Schmida bei Ziersdorf in Niederösterreich.
Der Gartenbach entspringt westlich von Pfaffstetten in der Flur Garten und entwässert auch benachbarte Gebiete, durchquert den Ort Pfaffstetten und fließt weiter nach Großmeiseldorf ab, wo am Ortsende der Ebersbrunner Bach als rechter Zubringer einmündet. Dieser entspringt in den Fluren vor Ebersbrunn. Von Großmeiseldorf fließt der Gartenbach über den Sandgraben nach Ziersdorf, wo er von rechts in die Schmida mündet. Sein Einzugsgebiet umfasst 11,3 km² in größtenteils offener Landschaft.